# Gibson Yah
Gibson Osahumen Yah (* 27. September 2003) ist ein niederländisch-nigerianischer Fußballspieler, der in der Jugend von Ajax Amsterdam spielte und ab und zu für Jong Ajax zum Einsatz kam. 2022 wechselte er zu Jong FC Utrecht.

## Karriere

### Verein
Yah begann seine fußballerische Ausbildung bei der DVC Buiksloot, bei der er bis 2014 spielte. Anschließend wechselte er in die Jugendakademie von Ajax Amsterdam. In seiner ersten Saison 2018/19 kam er insgesamt fünfmal für die B-Junioren zum Einsatz. In der Folgesaison spielte er parallel in der Mannschaft der A- und B-Junioren und spielte wettbewerbsübergreifend 15 Mal. Am 18. Spieltag der Folgesaison (5. Januar 2021) debütierte er gegen TOP Oss, als er in der 81. Minute für Kian Fitz-Jim ins Spiel kam. In der gesamten Saison kam er selten zu Kurzeinsätzen in der eersten Divisie.

### Nationalmannschaft
Yah spielte bislang nur für eine Juniorenmannschaft der Niederlande, als er für die U15 ein Tor in drei Spielen machte.